# Cloruro di vanadio(V)
Il cloruro di vanadio(V) o pentacloruro di vanadio è il composto binario con formula VCl5, dove il vanadio è nello stato di ossidazione +5. Ritenuto a lungo inesistente, questo elusivo composto è stato osservato per la prima volta solo nel 2012 all'Università libera di Berlino.
VCl5 è un solido di colore nero, che si decompone già alla temperatura di -10 °C. Nel solido sono presenti molecole dimere V2Cl10, come illustrato in figura. La struttura di questi dimeri è simile a quella già nota in Re2Cl10, Nb2Cl10, Ta2Cl10 e altri "pentacloruri". I cristalli hanno struttura triclina, gruppo spaziale P1, con costanti di reticolo a = 594,2 pm, b = 644,6 pm, c = 879,2 pm, α = 108,94°,  β = 90,95° e γ =116,08°, con due unità di formula per cella elementare.
Il composto si ottiene trattando a -60 °C il pentafluoruro di vanadio con tricloruro di boro come agente clorurante:
{\displaystyle {\ce {2 VF5 + 10 BCl3 -> [VCl5]2 + 10 BF2Cl}}}